# Käthe Brinkmann
Käthe Brinkmann (* 26. Juni 1908 in Leipzig; † 8. März 2000 in Berlin) war eine deutsche Sopranistin.

## Leben
Käthe Brinkmann studierte in Leipzig Gesang bei den privaten Gesangslehrern Meta Jung-Steinbrück und Hans-Herbert Weigel. Außerdem nahm sie Unterricht in Klavier und Dramaturgie. Von 1928 bis 1931 war sie Schülerin bei der Berliner Konzertsängerin Lotte Meusel.
Ihre Festanstellung als Sopranistin mit Verpflichtung zu Soloaufgaben im Leipziger Rundfunkchor begann am 1. Oktober 1935, sie gehörte dem Chor sowohl bis zur Auflösung in den Kriegswirren als auch nach Neugründung bis 1950 an. Sie war mehr als vierzigmal solistisch tätig, sowohl mit dem Chor als auch in Rundfunk-Opernaufführungen, unter anderem unter dem Dirigat von Hans Weisbach. Darüber hinaus war sie auch als Liedsängerin und in kleineren Gesangsensembles tätig. Mit ihren Chorkolleginnen Marie-Käthe Herre und Charlotte Hein bildete sie die einzige ständige Kammermusikvereinigung des Rundfunkchores unter dem Namen Die Leipziger Lerchen.
Von 1948 bis 1973 wirkte sie als Gesangslehrerin in Leipzig. Unter anderem unterrichtete sie Brigitte Rabald, Ekki Göpelt , Siegfried Koenig und Günter Hapke. Außerdem trat sie mit einem Opern- und Operettenquartett in Ostdeutschland auf.

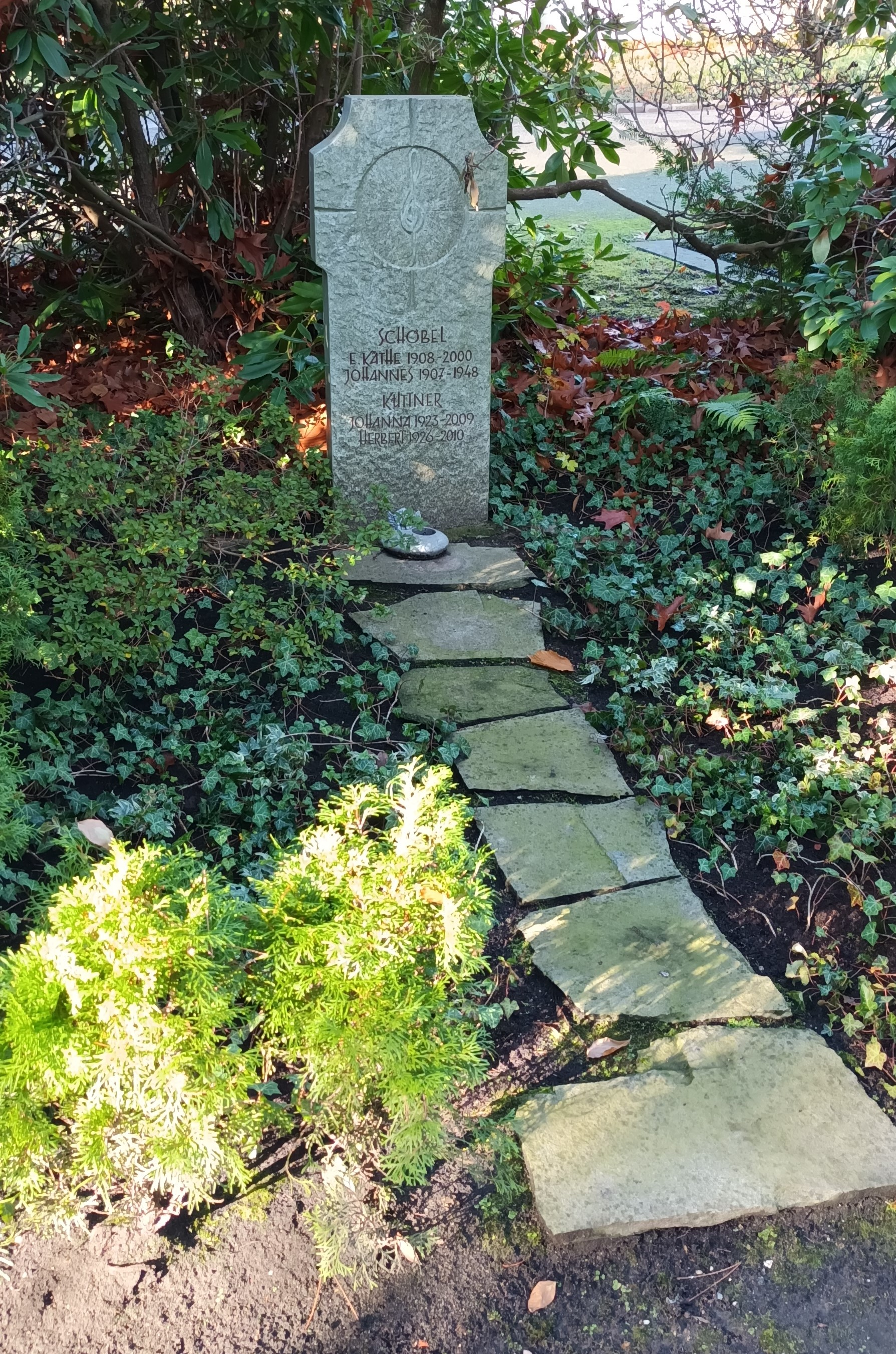
Familiengrabstätte Schöbel-Küttner

## Privates
Von Leipzig zog sie 1973 nach Winterbach im Remstal und von dort 1993 nach Berlin. Ihr Sohn ist der Schlagersänger Frank Schöbel aus der Ehe mit dem Juristen Johannes Schöbel.
Ihre Grabstätte befindet sich auf dem Südfriedhof in Leipzig.